# Consiglio regionale del Centro-Valle della Loira
Il Consiglio regionale del Centro-Valle della Loira (in francese Conseil régional du Centre-Val de Loire) è l'assemblea deliberativa composta da 77 consiglieri regionali eletti per un periodo di sei anni. 
È presieduto dal socialista François Bonneau dal 7 settembre 2007 in seguito alle dimissioni del socialista Michel Sapin, al fine di rispettare il mancato cumulo dei mandati. 
Si trova in 9 rue Saint-Pierre Lentin, a Orléans, non lontano dalla prefettura, dal rettorato di Orléans-Tours e dalla cattedrale di Sainte-Croix.

## Distribuzione dei seggi
I seggi in questa regione sono distribuiti per dipartimento:
- 19 consiglieri per il Loiret;
- 18 consiglieri per l'Indre e Loira;
- 12 consiglieri per l'Eure e Loira;
- 10 consiglieri per lo Cher
- 10 consiglieri per la Loira e Cher;
- 8 consiglieri per l'Indre.

Il 10 novembre 2017 è stato istituito dalla Regione un Consiglio digitale regionale (CRNUM), composto da dirigenti d'azienda ed esperti digitali.